# Поповкін Євген Юхимович
Євге́н Юхи́мович Попо́вкін (13 (26) лютого 1907—1968) — український та російський письменник. Лауреат Сталінської премії третього ступеня (1952).

## Біографія

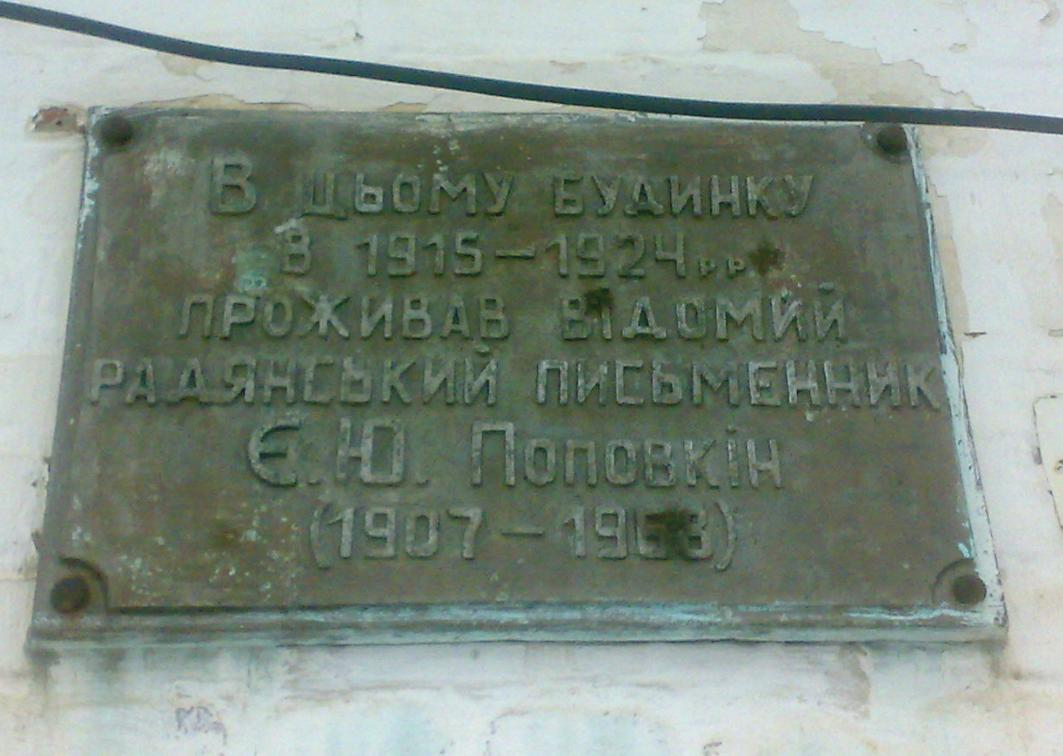
Меморіальна дошка Євгену Поповкіну в Новомиргороді

Народився 13 (26) лютого 1907 року в селі Петроострів (тепер — Новомиргородського району Кіровоградської області) в родині сільського вчителя.
В 1928–1931 роках навчався на філологічному факультеті Московського Державного Університету.
Член ВКП(б) з 1927 року.
В 1929–1939 роках — на редакційній роботі (в журналі «Комуністична революція», газеті політвідділу «За більшовицький колгосп» в Північно-Кавказькому краї, газеті «Молот» в Ростові-на-Дону).
В 1939–1949 роках письменник служив в Радянській Армії — редактором відділу Художньої літератури Воєнвидаву, редактором армійської та окружної газети, старшим інструктором ГоловПУРу Радянської Армії.
Є. Ю. Поповкін — секретар Кримського обласного відділу Спілки письменників СРСР. В 1951 році обраний депутатом Кримської обласної Ради народних депутатів.
В 1958–1968 роках — головний редактор журналу «Москва».
Помер 15 лютого 1968 року. Похований на Новодівочому цвинтарі в Москві (ділянка № 7).

## Творчий доробок
- 1923 — починає друкуватись.
- 1931–1935 — кілька брошур про досвід партійної роботи.
- 1935 — «На бойовому посту», брошура.
- 1940 — «Великий розлив», повість про організацію колгоспів на Дону.
- 1955 — «Великий розлив», роман.
- 1947–1959 — «Сім'я Рубанюків», роман про Другу світову війну.
- 1956 — «Чехословацькі враження», дорожні нотатки.
- 1957 — «На давній землі Еллади», дорожні нотатки.
- 1963 — «Несентиментальна подорож», дорожні нотатки.
- 1964 — «В дорозі та вдома. Дорожні замальовки».
- 1967 — «Як вибирали Катерину», оповідання.
- 1968 — «Таврида», роман.

## Нагороди та премії
- Сталінська премія третього ступеня (1952) — за роман «Сім'я Рубанюків»
- Орден Червоної Зірки
- Медаль «За перемогу над Німеччиною в Великій Вітчизняній війні 1941–1945 рр.»